# Silke Steets
Silke Steets (* 1973) ist eine deutsche Soziologin.

## Leben
Von 1993 bis 1999 studierte sie Soziologie, Philosophie und Volkswirtschaftslehre an der Goethe-Universität und 2000 Philosophie an der Graduate School der Saint Louis University. Nach der Promotion 2007 zur Dr. phil. an der TU Darmstadt und Habilitation 2013 am Fachbereich Gesellschafts- und Geschichtswissenschaften in Darmstadt (venia legendi Soziologie) hat sie seit 2019 den Lehrstuhl für Soziologische Theorie am Institut für Soziologie der Friedrich-Alexander-Universität Erlangen-Nürnberg inne.
Ihre Arbeitsgebiete sind soziologische Theorie (insb. Wissenssoziologie) und Geschichte der Soziologie, Religionssoziologie, Architektursoziologie, Stadt- und Raumsoziologie und qualitative Forschungsmethoden.

## Schriften (Auswahl)
- mit Martina Löw und Sergej Stoetzer: Einführung in die Stadt- und Raumsoziologie. Opladen 2008, ISBN 978-3-86649-962-1.
- Wir sind die Stadt! Kulturelle Netzwerke und die Konstitution städtischer Räume in Leipzig. Frankfurt am Main 2008, ISBN 978-3-593-38767-3.
- Der sinnhafte Aufbau der gebauten Welt. Eine Architektursoziologie. Berlin 2015, ISBN 3-518-29739-2.
- mit Lars Meier und Lars Frers: Theoretische Positionen der Stadtsoziologie. Basel 2018, ISBN 3-7799-2617-2.